# Миле Узелац
Милош Миле Узелац (Црна Власт, код Оточца, 1. децембар 1913 — Ријека, 29. јун 1987) био је учесник Народноослободилачке борбе, генерал-потпуковник ЈНА и народни херој Југославије.

## Биографија
Рођен је 1. децембра 1913. године у селу Црна Власт, код Оточца, у земљорадничкој породици. После завршетка основне школе, почео је да учи трговачки занат, али га је напустио и ступио у Пешадијску подофицирску школу, коју је завршио у Билећи, 1931. године. Службовао је у разним гарнизонима. Године 1940. завршио је Ваздухопловну падобранску школу у Панчеву. Као подофицир, постао је симпатизер Комунистичке партије Југославије (КПЈ).
Избегавши заробљавање у Априлском рату 1941, вратио се у родно село и укључио у рад на припремама за оружани устанак у селу. Након избијања устанка у Лици, сељани су га изабрали за командира села. Ускоро је постао командир партизанског одреда „Огњен Прица“. Септембра 1941, учествовао је у неколико напада на италијанске јединице, што су били први напади на италијанске фашисте у Лици. У новембру 1941, одред је пребачен у Косињ, где је уништио пилану која је радила за окупатора, а његови борци су затим учествовали у рушењу воза на железничкој прузи између Врховина и Госпића.
Главни штаб НОПО Хрватске, поставио је Узелца у децембру 1941. за оперативног официра Штаба групе НОП одреда за Лику. Приликом напада на италијанске војнике у Кореници, почетком 1942, јуришајући у стрељачком воду једне чете батаљона „Крбава“, био је тешко рањен. Исте године примљен је у чланство КПЈ.
Крајем 1942, ГШ НОВ и ПО Хрватске поставио га је за команданта Друге бригаде Шесте личке дивизије. Током Четврте непријатељске офанзиве 1943, с бригадом је затварао правце Госпић–Бунић и Врховине–Кореница, чиме је италијанским снагама онемогућен брз продор на слободну територију Лике. Маја 1943, постао је начелник Штаба Шесте личке дивизије и руководио борбама јединицама ове дивизије на подручју Лике и Босне.
Врховни штаб НОВ и ПОЈ поставио је Узелца, крајем фебруара 1944, за команданта Двадесете далматинске дивизије. Под његовом командом, дивизија је учествовала у завршним борбама за ослобођење Далмације. У овим борбама, он и његова дивизија посебно су били похваљени од Врховног штаба због заслуга за ослобођење Книна и уништење книнске непријатељске групације. Почетком 1945. године, Узелац је постао начелник Штаба Једанаестог хрватског корпуса.
После рата, остао је у служби у Југословенској народној армији (ЈНА). Завршио је Војну академију „М. В. Фрунзе“ у Совјетском Савезу и Курс оператике Више војне академије ЈНА.
Био је командант дивизије и корпуса, а извесно је време радио и у Генералштабу ЈНА. Пензионисан је у чину генерал-потпуковника ЈНА, 1966. године.
Преминуо је 29. јуна 1987. у Ријеци, где је и сахрањен.
Носилац је Партизанске споменице 1941. и других југословенских одликовања међу којима су, од југословенских — Орден ратне заставе, Орден братства и јединства са златним венцем, Орден заслуга за народ са златном звездом, Орден партизанске звезде са сребрним венцем, Орден заслуга за народ са сребрним зрацима и два Ордена за храброст. Од иностраних се истиче пољски Партизански крст. Орденом народног хероја одликован је 27. новембра 1953. године.